# Quinta de Olivos
La Quinta de Olivos è la residenza ufficiale del presidente dell'Argentina. Si trova ad Olivos, città capoluogo del partido di Vicente López situata a 20 km a nord-ovest di Buenos Aires, lungo le sponde del Río de la Plata.

## Storia

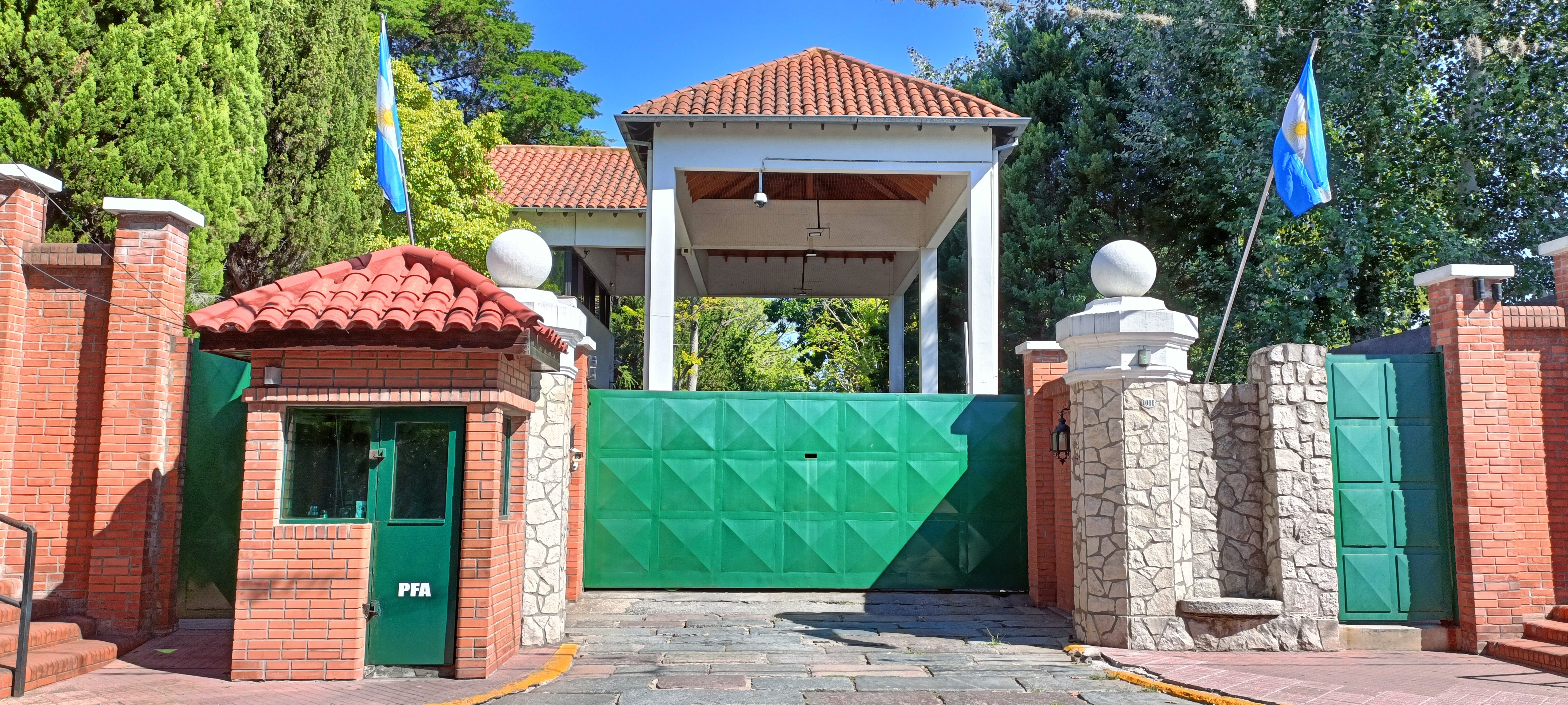
L'ingresso nord "Carlos Villate" il giorno dell'insediamento del presidente Javier Milei l'8 gennaio 2024

Poco dopo la seconda fondazione di Buenos Aires da parte del capitano Juan de Garay nel 1580, i terreni attorno alla città furono ripartiti in quattrocento lotti tra i vari sottoufficiali di de Garay. Un lotto, situato su una scogliera che domina il Río de la Plata a circa 20 chilometri a nord di Buenos Aires, fu assegnato al tenente Rodrigo de Ibarola. Una parte importante di suddetta proprietà fu acquistata nel 1774 da Manuel de Basavilbaso, direttore generale delle poste del vicereame del Río de la Plata. La figlia di Basavilbaso, Justa Rufina, sposò Miguel de Azcuénaga, un ufficiale militare che nel 1810 avrebbe preso parte alla Rivoluzione di Maggio.
Miguel José Azcuénaga, figlio di Miguel, una volta ereditata la proprietà la convertì in una tenuta equestre. In seguito all'ascesa del governatore della provincia di Buenos Aires Juan Manuel de Rosas e alla fucilazione di Manuel Dorrego, Azcuénaga lasciò Buenos Aires e si rifugiò in Cile per alcuni anni. Rientrato in patria nel 1851, egli incaricò Prilidiano Pueyrredón di progettare sulla sua proprietà una casa padronale. Pueyrredón progettò un edificio che presentava una commistione di architettura neogotica e barocca, che fu completato nel 1854.
Non avendo figli Azcuénaga lasciò in eredità la proprietà al nipote Antonio Justo Olaguer Feliú. Essendo costui cieco, e quindi non necessitava della vista sul fiume, decise di vendere la porzione di terra che si affacciava sul Río de la Plata. Alla morte di Olaguer Feliú nel 1903 la proprietà andò in eredità a suo nipote, Carlos Villate Olaguer. Costui, al momento di ricevere la proprietà, stipulò che, alla sua morte, sarebbe stata ceduta al governo argentino allo scopo di utilizzarla come residenza estiva ufficiale del presidente dell'Argentina.
Con la morte di Villate nel 1913 la proprietà di 35 ettari entrò a disposizione del governo, anche se per un certo numero di anni fu presa in considerazione la sua conversione in un parco pubblico poiché era consuetudine che i presidenti argentini risiedessero nella propria casa. Il 30 settembre 1918 il presidente Hipólito Yrigoyen acquisì ufficialmente la tenuta a nome dello stato, anche se lo designò come residenza del ministro delle relazioni estere, piuttosto che metterlo ad uso presidenziale. Di conseguenza il suo primo occupante ufficiale fu il ministro degli esteri Honorio Pueyrredón. Con il colpo di stato nel 1930 e l'ascesa al potere del generale José Félix Uriburu la tenuta divenne effettivamente residenza presidenziale quando il dittatore, che aveva alcuni problemi di salute, optò per la brezza e la tranquillità di Olivos durante un'ondata di caldo nel 1931.
Il successore di Uriburu, Agustín P. Justo, decise di trasformare la tenuta in una colonia estiva nel 1933. Tuttavia l'atto notarile di Villate gli impedì legalmente di farlo. Durante la presidenza di Justo la parte occidentale della tenuta fu ceduta all'Associazione degli Ufficiali Militari mentre il giardino fu abbellito.
Siccome i vari presidenti argentini che si erano succeduti non avevano preso utilizzato la Quinta come residenza, nel 1940 gli eredi Villate fecero causa cercando così di rientrare in possesso della proprietà. La Corte Suprema di Giustizia però ritenne che la tenuta dovesse rimanere nelle mani dello stato dando loro torto.
Durante la presidenza di Juan Domingo Perón la Quinta vide alcune aggiunte, come la costruzione di una sala cinematografica, ciò nonostante continuò ad essere frequentata solo occasionalmente. Nel 1955, durante la presidenza de facto Pedro Eugenio Aramburu la tenuta finalmente la residenza del capo dello stato argentino.
Nel 1969 la Quinta fu danneggiata da un incendio scoppiato durante un concerto organizzato dal presidente de facto Juan Carlos Onganía. Sempre nel 1969 vi fu costruito un eliporto, mentre tre anni dopo venne costruita una cappella. Il 1º luglio 1974 vi morì il presidente in carica Perón.
Il 14 marzo 1993 vi fu siglato l'accordo istituzione tra il presidente argentino Carlos Menem e il leader radicale ed ex-presidente Raúl Alfonsín.